# Dusona himachalensis
Dusona himachalensis är en stekelart som beskrevs av Gupta 1977. Dusona himachalensis ingår i släktet Dusona och familjen brokparasitsteklar. Inga underarter finns listade i Catalogue of Life.